# Cerocoma
Cerocoma là một chi bọ cánh cứng trong họ Meloidae.
Chi này được miêu tả khoa học năm 1762 bởi Geoffroy.

## Các loài
Các loài trong chi này gồm:
- Cerocoma adamovichiana (Piller & Mitterpacher, 1783)
- Cerocoma albopilosa Dvorák, 1993
- Cerocoma azurea Reitter, 1914
- Cerocoma barthelemyi Baudi di Selve, 1878
- Cerocoma bernhaueri Pardo Alcaide, 1977
- Cerocoma bodemeyeri Reitter, 1909
- Cerocoma dahli Kraatz, 1863
- Cerocoma ephesica Reitter, 1885
- Cerocoma festiva Faldermann, 1837
- Cerocoma gloriosa Mulsant, 1857
- Cerocoma graeca Maran, 1944
- Cerocoma kunzei Frivaldszky von Frivald, 1835
- Cerocoma latreillei Baudi di Selve, 1878
- Cerocoma macedonica Maran, 1944
- Cerocoma malatyensis Kaszab, 1951
- Cerocoma marginiventris Reitter, 1889
- Cerocoma muehlfeldi Gyllenhal, 1817
- Cerocoma prevezaensis Dvorák, 1993
- Cerocoma prochaskana Reitter, 1896
- Cerocoma rapillyi Pardo Alcaide, 1977
- Cerocoma schaefferi (Linnaeus, 1758)
- Cerocoma schreberi Fabricius, 1781
- Cerocoma scovitzi Faldermann, 1837
- Cerocoma simplicicornis Reitter, 1914
- Cerocoma syriaca Abeille de Perrin, 1880
- Cerocoma turcica Pardo Alcaide, 1977
- Cerocoma vahli Fabricius, 1787

## Hình ảnh

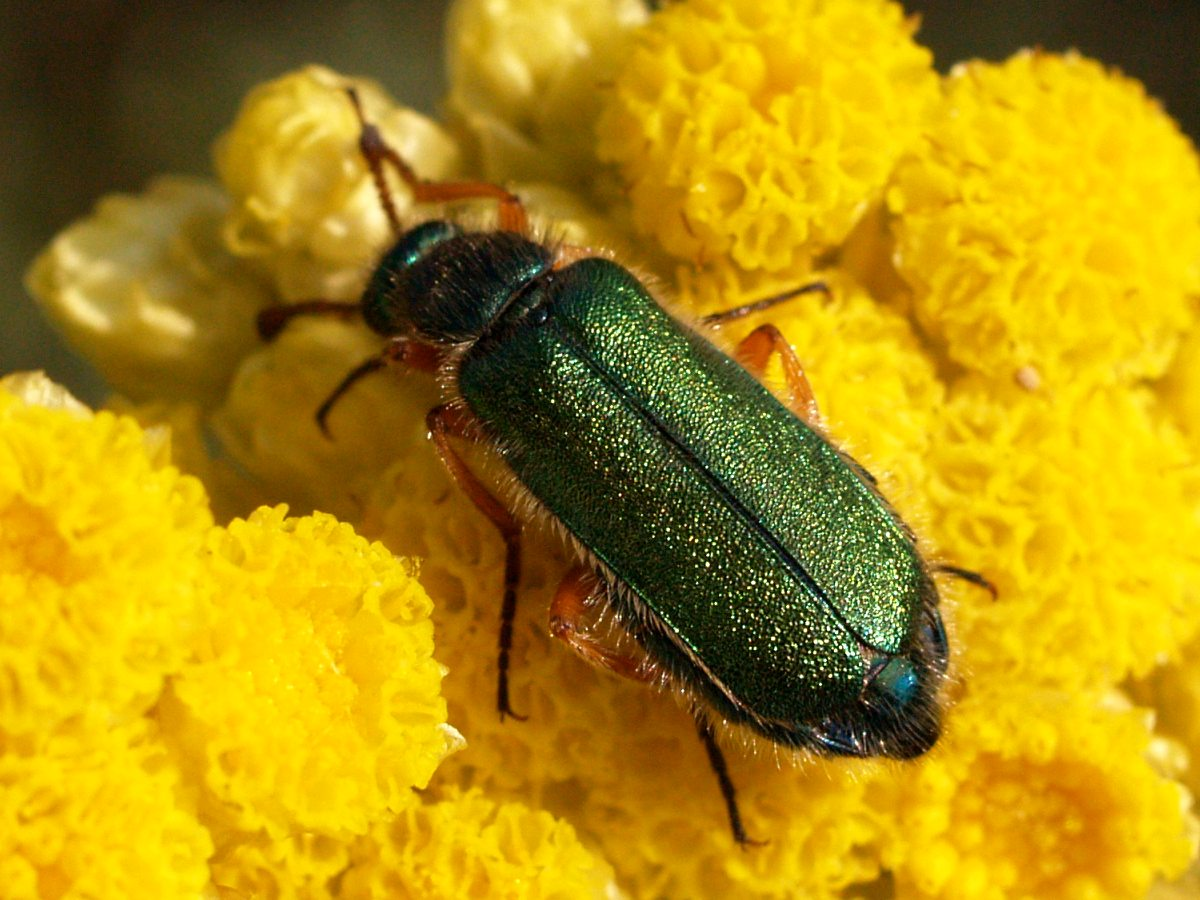